# Kanaka Creek
Kanaka Creek är ett vattendrag i Kanada.   Det ligger i provinsen British Columbia, i den södra delen av landet, 3 500 km väster om huvudstaden Ottawa.
I omgivningarna runt Kanaka Creek växer i huvudsak barrskog. Runt Kanaka Creek är det tätbefolkat, med 297 invånare per kvadratkilometer.